# فيرجينيا كيد
فيرجينيا كيد (بالإنجليزية: Virginia Kidd)‏ (2 يونيو 1921 - 11 يناير 2003 في الولايات المتحدة)؛ وكيلة أدبية وروائية أمريكية.